# Роберто Рівеліно
Роберто Рівел(л)іно (порт. Роберто Rivellino 1 січня 1946, Сан-Паулу, Бразилія) — бразильський футболіст. Двоюрідний брат іншого відомого футболіста — Зе Сержіо.

## Біографія
Роберто Рівеліно був відомий завдяки надзвичайно потужному удару з лівої ноги, майстерними далекими штрафними ударами, чудовими довгими проходами, швидким мисленням і відмінною технікою. Він також винайшов футбольний фінт «Elastico», який використовується такими нині діючими гравцями, як Роналдіньо та Златаном Ібрагімовичем. До чемпіонату світу-1970 вважався найкращим запасним у світі через те, що в переповненій зірками збірній Бразилії для нього місце не завжди знаходилося.
Він був одним з найвитонченіших футболістів світу, і вважається багатьма фахівцями як четвертий найкращий бразильський футболіст після Пеле, Гаррінчі та Зіко, і як один з найкращих півзахисників в історії світового футболу. Також вважається одним з найкращих футболістів «Корінтіанса» і «Флуміненсе» в історії цих клубів.
Рівеліно почав кар'єру як гравець міні-футболу в клубі «Атлетіко Індіана» (Сан-Паулу). Після цього він продовжив кар'єру у великому футболі, підписавши контракт з «Корінтіансом», де отримав прізвисько «король парку». Після програшу «Палмейраса»  чемпіонату штату Сан-Паулу 1974 року, Рівеліно покинув клуб, щоб приєднатися до «Флуміненсе» з Ріо-де-Жанейро. У новому клубі Роберто став ідолом, вигравши лігу Каріока в 1975 і 1976 роках. В кінці 1970-х Роберто відправився грати в Саудівську Аравію за «Аль-Гіляль», де в 1981 році завершив професійну кар'єру футболіста.
Після відходу з великого футболу Рівеліно почав кар'єру як футбольний коментатор і тренер (він був тренером національної збірної Японії).
Рівеліно був одним з гравців, названих Пеле в 2004 році в числі  125 найбільших нині живих футболістів.

## Досягнення
Клубні
- Переможець Ліги Каріока: 1975, 1976, 1977
- Чемпіон Саудівської Аравії: 1979, 1980, 1981
- Володар  кубка Саудівської Аравії: 1980
- Переможець Турніру Ріо — Сан-Паулу 1966
- Володар  кубка Освальдо Круза: 1968, 1976
- Володар  кубка Рока: 1971, 1976

Національні
- Чемпіон світу: 1970
- Бронзовий призер чемпіонату світу: 1978

Особисті
- Володар «Срібного м'яча» (за версією журналу «Плакар»): 1971